# Hybroma zacharis
Hybroma zacharis är en fjärilsart som beskrevs av Edward Meyrick 1919. Hybroma zacharis ingår i släktet Hybroma och familjen äkta malar.
Artens utbredningsområde är Guyana. Inga underarter finns listade i Catalogue of Life.